# Den halvfärdiga himlen
Den halvfärdiga himlen är en diktsamling av poeten Tomas Tranströmer utgiven 1962.

## Innehåll

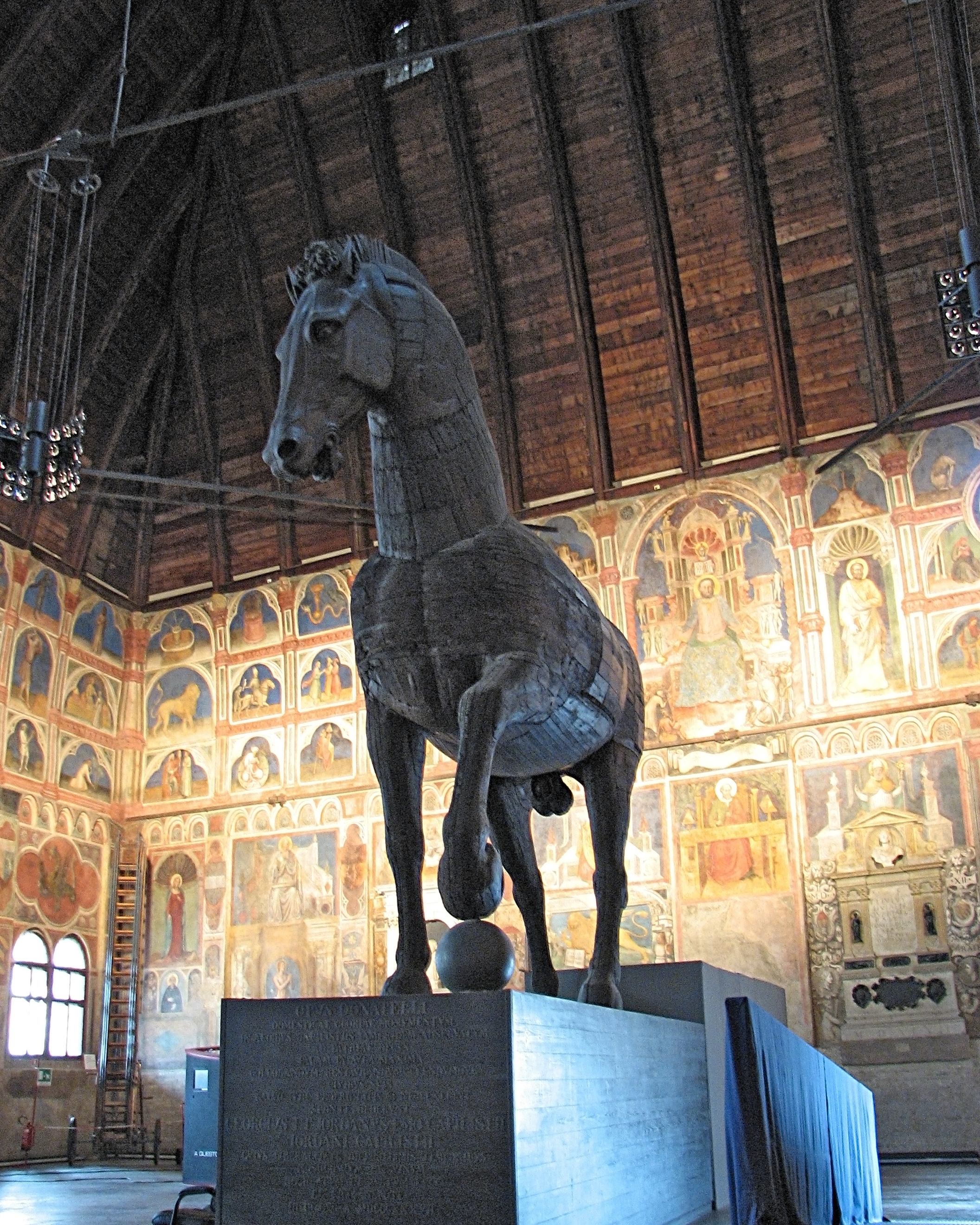
Järnhästen i Palazzo della Ragione som omtalas i dikten ”Palatset” (4.1).

I
- Paret
- Trädet och skyn[3]
- Ansikte mot ansikte
- Klangen
- Genom skogen
- November med skiftningar av ädelt pälsverk

II
- Resan
- C-dur[4]
- Dagsmeja
- När vi återsåg öarna
- Från berget[5]

III
- Espresso[6]

IV
- Palatset[1]
- Syros[8]
- I Nildeltat

V
- En simmande mörk gestalt
- Lamento[10]
- Allegro[12]
- Den halvfärdiga himlen
- Nocturne[13]
- En vinternatt

## Ljudbok
I ljudboken Tomas Tranströmer läser 82 dikter ur 10 böcker 1954–1996 läser författaren dikterna ”Paret” (1.1), ”C-dur” (2.2), ”Espresso” (3.1), ”Palatset” (4.1), ”Allegro” (5.3), ”Den halvfärdiga himlen” (5.4) och ”Nocturne” (5.5).